# Gammal-Benonis försvar
Den här artikeln använder algebraisk schacknotation för att beskriva schackdragen.
 Gammal-Benonis försvar  är en schacköppning som inleds med dragen (i schacknotation):
1. d4 c5
Vit fortsätter vanligtvis med draget 2. d5

## Partiexempel
Vit: Curt von Bardeleben
Svart: William Henry Krause Pollock
Hastings, Storbritannien 1895
1. d4 c5 2. d5 g6 3. e4 Lg7 4. Ld3 Sa6 5. a3 Sc7 6. Se2 d6 7. O-O Sh6 8. f3 e6 9. c4 b5 10. cb5 ed5 11. ed5 Lb7 12. Lc4 Sf5 13. Sbc3 O-O 14. Dd3 De7 15. Ld2 Tfe8 16. Tae1 Dh4 17. Se4 h6 18. Lc3 Sd4 19. Sd4 cd4 20. g3 Dh5 21. Ld4 Sd5 22. Lg7 Kg7 23. Sd6 Te1 24. Te1 Sb6 25. Dd4 Kh7 26. Se8 1-0 